# 牛久阿見インターチェンジ
牛久阿見インターチェンジ （うしくあみインターチェンジ）は、茨城県稲敷郡阿見町大字小池にある、首都圏中央連絡自動車道（圏央道）のインターチェンジ。牛久市および龍ケ崎市、北相馬郡利根町、更に利根川の対岸の千葉県我孫子市北東部、印西市北部への最寄りとなるインターチェンジ。

## 歴史
- 2007年（平成19年）3月10日：つくば牛久IC - 阿見東IC間開通に伴い、供用開始[1]。
- 2025年（令和7年）3月5日：料金所がETC専用になる[2]。
- 2025年（令和7年）8月29日：つくば牛久IC - 牛久阿見IC間が4車線化[3]。（予定）

## 周辺
- 牛久駅（JR東日本・常磐線）
- ひたち野うしく駅（JR東日本・常磐線）
- 牛久市役所
- 牛久市運動公園
- 茨城県立牛久高等学校
- 東洋大学附属牛久中学校・高等学校
- シャトーカミヤ
- 上条城址
- 竜ヶ崎ニュータウン
- イーグルポイントゴルフクラブ

## 接続する道路
- 直接接続
  - C4首都圏中央連絡自動車道(82番)
  - 茨城県道48号土浦竜ヶ崎線

利根町や千葉県我孫子市、印西市へ向かう場合、県道48号バイパスを南下し、そのまま茨城県道・千葉県道4号千葉竜ヶ崎線に入るのが最短となる。

## 料金所
ブース数：4

### 入口
- ブース数：2
  - ETC専用：1
  - サポート：1

### 出口
- ブース数：2
  - ETC専用：1
  - サポート：1

## 隣
C4 首都圏中央連絡自動車道
(81)つくば牛久IC - (82)牛久阿見IC - (83)阿見東IC